# Pavel Pavlov (zápasník)
Pavel Pavlov Strachilov (bulharsky Павел Павлов Страхилов * 9. června 1953 Kostinbrod, Bulharsko) je bývalý bulharský zápasník, reprezentant v zápase řecko-římském. V roce 1980 na olympijských hrách v Moskvě v kategorii do 82 kg vybojoval bronzovou medaili. V roce 1977 vybojoval páté místo a v roce 1979 bronz na mistrovství světa. V roce 1980 vybojoval bronz na mistrovství Evropy.